# William George Horner
William George Horner   (Bristol, 9 de juny de 1786 - Bath, 22 de setembre de 1837) fou un professor i matemàtic aficionat anglès, conegut per haver estat l'inventor del zoòtrop sota el nom de Daedaleum. Una altra gran aportació que va realitzar va ser l'anomenat mètode de Horner: un algorisme per avaluar polinomis.
Morí inesperadament a una edat jove i abans del període de sorgiment dels grans especialistes científics. És per això que, la informació sobre ell posterior a la seva vida, tendeix a ser contradictòria i no del tot fidedigna.

## Vida i Obra
Poques dades es coneixen de la seva vida. Fou el fill primogènit del reverend William Horner, el qual era ministre d'un moviment protestant metodista, nascut a Bristol. Realitzà els seus estudis a la Kingswood School, situada prop de la seva ciutat, Bristol, de la que va esdevenir ajudant de màster amb només setze anys. Quatre anys més tard passà a ser director, tasca que abandonà per a crear la seva pròpia escola: The Classical Seminary, a Grosvenor Place de la ciutat de Bath, que va dirigir fins a la seva mort el 22 de desembre de 1837.
Horner i la seva esposa Sarah van tenir vuit fills, sis dels quals eren noies i els dos restants nois. Un dels dos nois, també anomenat William Horner és qui es va encarregar de continuar amb l'escola del seu pare.
William George Horner també provenia d'una gran família, de la qual ell era el fill més gran i els més joves eren bessons: Charles i Francis John Horner. Aquest últim va matricular-se a St. John's College, de la qual va obtenir dues llicenciatures. Es convertí en un professor de matemàtiques a la Universitat de Sydney, on va morir al cap de pocs anys, a causa de la tuberculosi.
Altres germans que va tenir van ser Thomas Horner, el qual morí jove, John Horner, que va ser ministre del moviment protestant metodista a l'Índia, i James Horner.
Quan William George Horner morí, la seva esposa Sarah fou a viure amb una de les seves filles, Charlotte Augusta, i el seu gendre.
Horner va publicar articles sobre la resolució d'equacions algebraiques; en un d'ells de 1819, va proposar el que es coneix com a mètode Horner per resoldre equacions de qualsevol grau. Aquest mètode va ser força utilitzat per la seva senzillesa i eficiència.

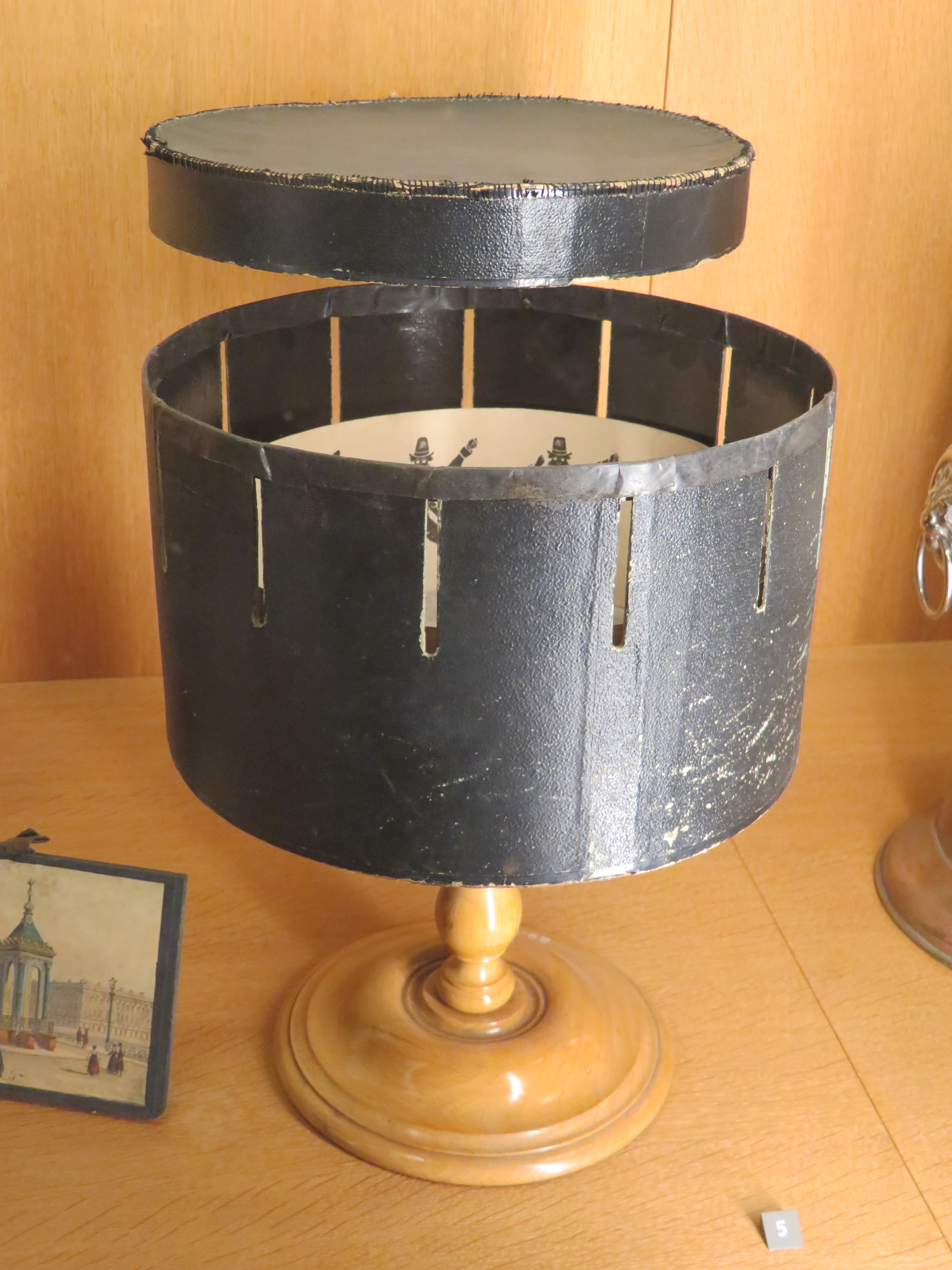
Zoótrop de Horner exposat al Conservatoire National des Arts et Métiers.

Peò el motiu pel qual és més conegut és pels seus treballs en òptica i, sobretot, per haver estat el inventor del zoòtrop el 1834, precursor del cinema.